# 附件狸藻
附件狸藻（學名：Utricularia appendiculata）为非洲特有的狸藻属食虫植物。其种加词“appendiculata”来源于拉丁文“appendiculum”，意为“小附属物”。附件狸藻为奧利弗狸藻節（Utricularia sect. Oliveria）下唯一的一个种。其分布于布隆迪、喀麦隆、中非共和国、刚果民主共和国、加蓬、马达加斯加、马拉维、莫桑比克、坦桑尼亚、乌干达和津巴布韦。其陆生于海拔1500米至1860米泥炭沼泽或潮湿砂质稀树草原中。但其在中非共和国的分布地海拔较低，仅为700米。花期为雨季。1933年，艾琳·阿德莱德·布鲁斯（Eileen Adelaide Bruce）最先对附件狸藻进行了描述。1986年，彼得·泰勒将其归入奧利弗狸藻節内。